# Didemnum caesium
Didemnum caesium är en sjöpungsart som beskrevs av Sluiter 1909. Didemnum caesium ingår i släktet Didemnum och familjen Didemnidae. Inga underarter finns listade i Catalogue of Life.